# Nhóm ngôn ngữ Canaan
Nhóm ngôn ngữ Canaan hay nhóm phương ngữ Canaan, là một trong ba nhóm con của nhóm ngôn ngữ Semit Tây Bắc, hai nhóm còn lại là Aram và Amorite. Chúng được nói bởi những người Semit cổ đại của vùng Canaan và Levant, một khu vực bao gồm những gì ngày nay là Israel, Jordan, Sinai, Liban, Syria, các vùng lãnh thổ Palestine và một số khu vực rìa của miền nam Thổ Nhĩ Kỳ và miền bắc bán đảo Ả Rập. Người Canaan theo nghĩa rộng bao gồm người Do Thái (bao gồm cả người Giu Đa và người Samari), người Phoenicia (bao gồm cả các nhóm Carthage), Amorite, Ammonite, Moabite, Edomite, Sutean, Ekronite và Amalekite. Các ngôn ngữ Canaan tiếp tục là ngôn ngữ nói hàng ngày cho đến ít nhất là vào thế kỷ thứ 4 Công nguyên. Tiếng Hebrew là ngôn ngữ Canaan duy nhất tồn tại đến ngày hôm nay, khi vẫn được sử dụng liên tục bởi nhiều người Do Thái cũng vào thời Trung Cổ như một ngôn ngữ phụng vụ, nó cũng vẫn là một ngôn ngữ phụng vụ giữa những người Samari, và là một ngôn ngữ viết và lingua franca giữa những cộng đồng Do Thái tha hương khác nhau. Sau đó, nó được người Do Thái hồi sinh như một ngôn ngữ nói hàng ngày vào cuối thế kỷ 19 và đầu thế kỷ 20 và trở thành ngôn ngữ chính của người Do Thái tại Palestine và sau đó là Nhà nước Israel.
Nhóm ngôn ngữ này có sự khác biệt bởi việc nó là nhóm ngôn ngữ được ghi nhận trong lịch sử đầu tiên sử dụng bảng chữ cái, xuất phát từ bảng chữ cái Canaan nguyên thủy, để ghi lại các tác phẩm của họ, trái ngược với chữ viết tượng hình/âm tiết hình nêm trước đây của khu vực.

## Phân loại
Nhóm ngôn ngữ Canaan có thể được chia thành các ngôn ngữ sau:

### Bắc Canaan
- Tiếng Phoenicia.
- Tiếng Ugarit

### Nam Canaan
- Tiếng Hebrew
- Tiếng Ammonite
- Tiếng Moabite
- Tiếng Edomite

## Hậu duệ
Tiếng Hebrew hiện đại, hồi sinh trong thời kỳ hiện đại từ một phương ngữ mai một của người Israel cổ đại được bảo tồn trong văn học, thơ ca, phụng vụ; còn được gọi là tiếng Hebrew cổ điển, dạng lâu đời nhất của ngôn ngữ được tìm thấy trong văn liệu. Cách phát âm gốc của tiếng Hebrew trong Kinh thánh chỉ có thể truy cập thông qua việc phục dựng. Nó cũng có thể bao gồm tiếng Hebrew Samari cổ, một phương ngữ trước đây được nói bởi người Samari cổ đại.
Sự bành trướng Phoenicia và Carthage lan truyền tiếng Phoenicia và phương ngữ Punic của nó đến Tây Địa Trung Hải trong một thời gian, nhưng nó cũng đã biến mất, mặc dù nó dường như tồn tại lâu hơn một chút so với chính tiếng Phoenicia.